# Gustave Aimard
Gustave Aimard, seudónimo de Olivier Groux (París, 13 de septiembre de 1818-París, 20 de junio de 1883) fue un novelista francés.

## Biografía
Abandonado al nacer por sus padres, no aceptó a la pareja que lo adoptó y a los nueve años escapó de la casa y marchó a América del Sur. En 1835 se enroló en la Marina Real, de donde desertó en 1839 durante una estadía en Chile. Participó en las luchas contra el dictador argentino Rosas[cita requerida] y se trasladó posteriormente a Estados Unidos, donde convivió con los cheyenes.
De vuelta en Europa en 1847, viajó por España, Turquía y el Cáucaso. Después de la Revolución de 1848, su deserción de la Marina Real le quedó perdonada y pudo regresar a Francia. En 1852 volvió a América, pero en 1854 regresó definitivamente a Francia y comenzó a escribir a partir de 1856. Sus experiencias le sirvieron para escribir numerosas novelas del oeste que se hicieron muy populares en Francia y Estados Unidos, aunque también es autor de novelas al estilo de James Fenimore Cooper y otras marítimas y patrióticas.

## El plagio deAmalia, de José Mármol
El editor Artheme Fayard publicó en 1867, en París, un nuevo libro de Aimard titulado La Mas-Horca. El 12 de agosto de 1875, el periódico La Nación publicaba una nota llamada Un robo literario, donde acusaba a Aimard de haber plagiado las primeras tres partes de la novela Amalia, de José Mármol. Aimard publica también una cuarta parte, titulada Rosas, que es una traducción textual de los últimos capítulos de la novela de Mármol. 
Sucesivas publicaciones en revistas y diarios dan cuenta de la polémica que se generó alrededor de La Mas-Horca. En octubre de 1923, la revista Nosotros publica una carta del escritor peruano Ventura García Calderón dirigida al argentino Julio Noé, donde le comenta el hallazgo de la novela Rosas, y la discusión que Calderón mantuvo con el francés Albert Savine, quien aseguraba que en la primera edición de la novela se había aclarado que la Amalia de Mármol había sido la fuente de inspiración de la novela. 
En 1935, Víctor Bouilly hace una comparación entre La Mas-Horca, en una edición de 1883, y la obra de Mármol, y publica los resultados de dicho ejercicio en el diario La Nación. En 1936, recibe un ejemplar de Rosas, y al igual que en el caso anterior, publica los cotejos en el mismo diario. Curiosamente, se le informa también que en la Biblioteca de la Universidad de La Plata existía una traducción al español de los dos libros de Aimard, traducidos por Luis Calvo y editados en Barcelona por Torcuato Tasso, calle del Arco del Teatro, MDCCCLXVII, Biblioteca de El Plus Ultra, hechas en el mismo año de la edición francesa. 
Si bien Aimard cambia títulos y nombres de personajes y suprime una parte importante de las consideraciones políticas de Mármol, agilizando también las partes excesivamente descriptivas y largas, el cotejo indica que se trataba indudablemente de un plagio.

## Obra
- Les Trappeurs de l'Arkansas,  1858
- La Ley de Lynch, 1859
- Le cherceur de pistes, 1858
- La fièvre de l'or, 1860
- Le Guaranis, 1864
- La Mas-Horca, 1867
- La guerre sainte en Alsace, 1871
- Par mer et par terre, 1879
- Les bandits de l'Arizona, 1882